# Santa María del Monte de Cea
Santa María del Monte de Cea es un municipio y lugar español de la provincia de León, en la comunidad autónoma de Castilla y León. Cuenta con una población de 209 habitantes (INE 2024).
En las tierras del Cea, en un paisaje de cerros y campiñas, está el municipio de Santa María del Monte de Cea, formado por cinco entidades locales menores: Santa María, Villacintor, Villamizar, Castellanos y Banecidas. Son pueblos muy pequeños de adobe y teja árabe, dedicados a la agricultura extensiva de secano y a la ganadería ovina. Hoy son buenos lugares de veraneo por su altos valores naturales, gran tranquilidad y bienestar.
La campiña cerealista comarcana está tachonada por las manchas forestales de rebollares de los Altos del Payuelo y sus estribaciones hacia el Valle del Cea Medio leonés: La Talaya (964 m), Valdeladrones (989 m), Valdejudíos, El Garabato, Lutero,...)
En el término de Villamizar se ubica la dehesa ganadera de reses bravas de Valdellán, Valle de Hoques y Arroyo Sedano, robledal y valles. Se conserva un antiguo estanque ranero junto a la casona (moderna) y un hermoso robledal carbonero. Actualmente pastan  toros bravos por sus camperas y sotos.
Algunos monumentos artísticos de interés son las pinturas murales renacentistas de la iglesia de Villacintor o el horno cerámico Bajorromano de Villamizar. Restos romanos de Las Moralas en Villamizar de la Mata (Vilas).
Entre las construcciones tradicionales destacan los corrales de ganado porticados y bardados, los bardales de la vacada y bueyes, los palomares de los labrantíos o los hornos panaderos domésticos de cúpulas de adobe. La casa de labranza dispone de varias dependencias estructuradas por el corral de tapia y barda de teja (vivienda de planta, piso y sombrao, portalón, hornera, bodega sótano, panera, cuadra, pajar, yerbal, gallinero, pocilgas, moledero y pozo).
Villamizar limita con los pueblos de Quintana del Monte por el norte, Villamartín de don Sancho y Santa María del Río al este, Villacintor en el oeste y Santa María del Monte por el sur.
En la actualidad, y a pesar de haber sido un pueblo eminentemente ganadero, su actividad económica es la agricultura extensiva cerealista.
Quizás lo más característico sea la gran cantidad de monte alto y bajo, quejigos y robles, que crece abundantemente por la falta de control al carecer de ganado que tradicionalmente pastaba (ovejas, vacas y ganado equino).
Es una de las localidades de Castilla y León que padece envejecimiento y despoblación, con un incierto futuro, a pesar de que en el pasado gozó de gran actividad comparándose con otros pueblos de su entorno (panadería, sastre, construcción, molino….). Prueba de ello es la enorme iglesia con una esbelta torre. 
Las fiestas patronales son el 29 de junio, San Pedro.
En Villamizar nació Fray Primitivo de Villamizar (Licinio Fontanil Medina), martirizado durante la guerra civil española en Madrid.

## Demografía
Cuenta con una población de 209 habitantes (INE 2024).
| Gráfica de evolución demográfica de Santa María del Monte de Cea entre 1842 y 2021                                    |
| |
| Población de derecho según los censos de población del INE. Población de hecho según los censos de población del INE. |

## Política
| Partido político                         | 2023 | 2023       | 2023 |
| Partido político                         | %    | Concejales |      |
| Partido Popular (PP)                     |      | 1          |      |
| Partido Socialista Obrero Español (PSOE) |      | 4          |      |